# Лајмерсхајм
Лајмерсхајм (њем. Leimersheim) општина је у њемачкој савезној држави Рајна-Палатинат. Једно је од 31 општинског средишта округа Гермерсхајм. Према процјени из 2010. у општини је живјело 2.597 становника. Посједује регионалну шифру (AGS) 7334016.

## Географски и демографски подаци
Лајмерсхајм се налази у савезној држави Рајна-Палатинат у округу Гермерсхајм. Општина се налази на надморској висини од 105 метара. Површина општине износи 13,0 km². У самом мјесту је, према процјени из 2010. године, живјело 2.597 становника. Просјечна густина становништва износи 200 становника/km².